# Brenda Flores
Brenda Eunice Flores Muñoz (* 4. September 1991) ist eine mexikanische Mittel- und Langstreckenläuferin.
Bei den Zentralamerika- und Karibikmeisterschaften 2013 gewann sie Gold über 1500 Meter und Silber über 5000 Meter.
2014 folgte einem sechsten Platz über 5000 Meter beim Continental-Cup in Marrakesch ein Doppelsieg über 5000 und 10.000 Meter bei den Zentralamerika- und Karibikspielen.
2015 siegte sie bei den Panamerikanischen Spielen in Toronto über 10.000 Meter und holte Silber über 5000 Meter.

## Persönliche Bestzeiten
- 1500 m: 4:18,13 min, 19. April 2014, Norwalk
- 3000 m: 9:10,29 min, Madrid
- 5000 m: 15:30,87 min,	18. April 2014, Walnut
- 10.000 m: 31:45,16 min, 2. Mai 2015, Palo Alto